# Norra Savolax landskapsvapen

Detta vapen används både för det historiska landskapet Savolax och det moderna landskapet Norra Savolax.

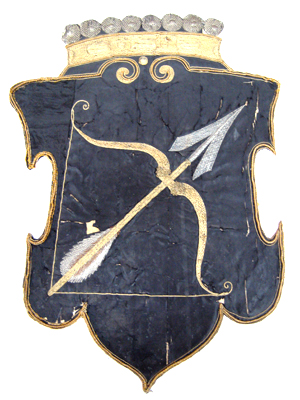
Savolax vapen, broderat för schabrak burna av sorgehästarna på Gustav II Adolfs begravning 1634. Finns på Livruskammaren.

Norra Savolax landskapsvapen är samma vapen som på 1500-talet skapades för det historiska landskapet Savolax. Medan Norra Savolax har tagit över det oförändrade vapnet med en balkvis ställd pil, där pilspetsen alltså finns i övre heraldiskt högra hörnet av skölden, har man i Södra Savolax landskapsvapen istället vänt på pilbågen så att pilen är ginbalkvis ställd och alltså pekar uppåt heraldisk vänster.
Kronan på vapnet är den rangkrona som på 1500-talet gällde för grevar i Sverige. Alla landskap i det dåvarande Sverige, som även omfattade Finland, var symboliskt antingen hertigdömen eller grevskap och på landskapsvapnen satte man då hertig- eller grevekronor för att markera detta. I Finland har man behållit dessa kronor alltsedan dess och de används även av moderna län och landskap, trots att Finland numera är en republik.

## Blasonering
Blasonering på svenska: "I svart fält en balkvis ställd pil på en spänd båge, allt av guld, utom bågsträngen, pilspetsen och fjädrarna, som är av silver. Skölden krönes med grevskapets krona."
Det finns också en variant av den officiella blasoneringen som är på finska, eftersom Finland är ett tvåspråkigt land.